# Campionati del mondo di triathlon del 2020
A causa della pandemia COVID-19, il titolo mondiale individuale 2020 è stato assegnato su gara singola, disputata su distanza sprint.
I Campionati mondiali di triathlon del 2020 (XXXII edizione) si sono tenuti ad Amburgo in Germania, in data 5 settembre 2020.
Tra gli uomini ha vinto il francese Vincent Luis, mentre la gara femminile è andata alla britannica Georgia Taylor-Brown.

## Risultati

### Élite uomini
| Pos. | Atleta                   | Paese       | Nuoto    | Bici     | Corsa    | Totale   |
| ---- | ------------------------ | ----------- | -------- | -------- | -------- | -------- |
|      | Vincent Luis             | Francia     | 00:08:27 | 00:24:36 | 00:14:38 | 00:49:13 |
|      | Vasco Vilaca             | Portogallo  | 00:08:31 | 00:24:28 | 00:14:42 | 00:49:15 |
|      | Léo Bergere              | Francia     | 00:08:30 | 00:24:34 | 00:14:46 | 00:49:18 |
| 4    | Jelle Geens              | Belgio      | 00:08:40 | 00:24:42 | 00:14:29 | 00:49:22 |
| 5    | Alex Yee                 | Regno Unito | 00:08:39 | 00:24:37 | 00:14:24 | 00:49:24 |
| 6    | Dorian Coninx            | Francia     | 00:08:29 | 00:24:34 | 00:14:52 | 00:49:27 |
| 7    | Richard Murray           | Sudafrica   | 00:08:40 | 00:24:47 | 00:14:34 | 00:49:28 |
| 8    | Morgan Pearson           | Stati Uniti | 00:08:31 | 00:24:56 | 00:14:27 | 00:49:32 |
| 9    | Alistair Brownlee        | Regno Unito | 00:08:25 | 00:24:41 | 00:14:59 | 00:49:34 |
| 10   | Max Studer               | Svizzera    | 00:08:53 | 00:24:32 | 00:14:40 | 00:49:42 |
| 11   | Gustav Iden              | Norvegia    | 00:09:00 | 00:24:20 | 00:14:46 | 00:49:43 |
| 12   | Lasse Lührs              | Germania    | 00:08:48 | 00:24:33 | 00:14:56 | 00:49:51 |
| 13   | Kristian Blummenfelt     | Norvegia    | 00:08:46 | 00:24:32 | 00:14:57 | 00:49:51 |
| 14   | Bence Bicsák             | Ungheria    | 00:08:32 | 00:24:50 | 00:14:50 | 00:49:52 |
| 15   | Csongor Lehmann          | Ungheria    | 00:08:33 | 00:24:55 | 00:14:55 | 00:49:53 |
| 16   | Shachar Sagiv            | Israele     | 00:08:46 | 00:24:36 | 00:15:04 | 00:49:56 |
| 17   | Tim Hellwig              | Germania    | 00:08:44 | 00:24:38 | 00:15:06 | 00:50:01 |
| 18   | Kevin McDowell           | Stati Uniti | 00:08:42 | 00:24:44 | 00:15:02 | 00:50:02 |
| 19   | Barclay Izzard           | Regno Unito | 00:08:34 | 00:24:49 | 00:15:13 | 00:50:04 |
| 20   | Kenji Nener              | Giappone    | 00:08:31 | 00:24:51 | 00:15:13 | 00:50:08 |
| 21   | Gábor Faldum             | Ungheria    | 00:08:46 | 00:24:36 | 00:15:16 | 00:50:12 |
| 22   | João Silva               | Portogallo  | 00:08:54 | 00:24:27 | 00:15:19 | 00:50:14 |
| 23   | Simon Viain              | Francia     | 00:08:52 | 00:24:33 | 00:15:11 | 00:50:15 |
| 24   | Antonio Serrat Seoane    | Spagna      | 00:08:55 | 00:24:35 | 00:15:13 | 00:50:17 |
| 25   | Lukas Hollaus            | Austria     | 00:08:57 | 00:24:29 | 00:15:14 | 00:50:19 |
| 26   | Márk Dévay               | Ungheria    | 00:08:30 | 00:24:35 | 00:15:42 | 00:50:21 |
| 27   | Fernando Alarza          | Spagna      | 00:08:34 | 00:24:50 | 00:15:19 | 00:50:25 |
| 28   | Jonas Breinlinger        | Germania    | 00:08:30 | 00:24:52 | 00:15:28 | 00:50:26 |
| 29   | Adrien Briffod           | Svizzera    | 00:08:53 | 00:24:30 | 00:15:27 | 00:50:27 |
| 30   | Justus Nieschlag         | Germania    | 00:08:30 | 00:24:33 | 00:15:56 | 00:50:33 |
| 31   | Jonathan Brownlee        | Regno Unito | 00:08:28 | 00:24:40 | 00:15:57 | 00:50:35 |
| 32   | Pierre Le Corre          | Francia     | 00:08:29 | 00:24:57 | 00:15:39 | 00:50:35 |
| 33   | Matthew McElroy          | Stati Uniti | 00:08:41 | 00:25:24 | 00:14:59 | 00:50:36 |
| 34   | Valentin Wernz           | Germania    | 00:08:49 | 00:24:38 | 00:15:44 | 00:50:42 |
| 35   | Jonas Schomburg          | Germania    | 00:08:26 | 00:24:59 | 00:15:46 | 00:50:43 |
| 36   | Stefan Zachäus           | Lussemburgo | 00:08:42 | 00:24:43 | 00:15:48 | 00:50:50 |
| 37   | Ognjen Stojanovic        | Serbia      | 00:08:49 | 00:24:39 | 00:15:57 | 00:51:01 |
| 38   | Ilya Prasolov            | Russia      | 00:08:53 | 00:24:34 | 00:16:11 | 00:51:16 |
| 39   | Seth Rider               | Stati Uniti | 00:08:45 | 00:24:31 | 00:16:25 | 00:51:21 |
| 40   | Alessandro Fabian        | Italia      | 00:08:43 | 00:24:35 | 00:16:23 | 00:51:22 |
| 41   | Marco Van Der Stel       | Paesi Bassi | 00:08:47 | 00:24:37 | 00:16:26 | 00:51:27 |
| 42   | Andreas Schilling        | Danimarca   | 00:08:55 | 00:24:31 | 00:16:36 | 00:51:39 |
| 43   | Genis Grau               | Spagna      | 00:08:53 | 00:25:49 | 00:15:31 | 00:51:48 |
| 44   | Diego Moya               | Cile        | 00:08:31 | 00:25:31 | 00:16:08 | 00:51:52 |
| 45   | Davide Uccellari         | Italia      | 00:08:45 | 00:25:53 | 00:15:31 | 00:51:52 |
| 46   | Mario Mola               | Spagna      | 00:08:46 | 00:24:41 | 00:16:52 | 00:51:54 |
| 47   | Manoel Messias           | Brasile     | 00:09:08 | 00:26:03 | 00:15:22 | 00:52:06 |
| 48   | Eli Hemming              | Stati Uniti | 00:08:54 | 00:26:11 | 00:15:27 | 00:52:08 |
| 49   | Dmitry Polyanskiy        | Russia      | 00:08:38 | 00:26:23 | 00:15:28 | 00:52:10 |
| 50   | Rodrigo Gonzalez         | Messico     | 00:08:58 | 00:26:17 | 00:15:28 | 00:52:13 |
| 51   | Lukas Pertl              | Austria     | 00:08:52 | 00:25:50 | 00:16:03 | 00:52:18 |
| 52   | Roberto Sanchez Mantecon | Spagna      | 00:09:04 | 00:26:01 | 00:15:46 | 00:52:29 |
| 53   | Erwin Vanderplancke      | Belgio      | 00:08:41 | 00:26:30 | 00:16:03 | 00:52:43 |
| 54   | Constantine Doherty      | Irlanda     | 00:09:31 | 00:26:20 | 00:15:44 | 00:53:05 |
| 55   | Tamás Tóth               | Ungheria    | 00:08:58 | 00:26:12 | 00:16:54 | 00:53:38 |
| 56   | Russell White            | Irlanda     | 00:09:04 | 00:26:46 | 00:16:20 | 00:53:44 |
| 57   | Badr Siwane              | Marocco     | 00:08:57 | 00:26:48 | 00:17:03 | 00:54:27 |
| 58   | Grant Sheldon            | Regno Unito | 00:08:38 | 00:26:31 | 00:18:48 | 00:55:38 |

### Élite donne
| Pos. | Atleta                 | Paese       | Nuoto    | Bici     | Corsa    | Totale   |
| ---- | ---------------------- | ----------- | -------- | -------- | -------- | -------- |
|      | Georgia Taylor-Brown   | Regno Unito | 00:09:08 | 00:26:38 | 00:16:43 | 00:54:16 |
|      | Flora Duffy            | Bermuda     | 00:09:09 | 00:26:39 | 00:16:54 | 00:54:25 |
|      | Laura Lindemann        | Germania    | 00:09:15 | 00:26:35 | 00:16:59 | 00:54:39 |
| 4    | Taylor Spivey          | Stati Uniti | 00:09:04 | 00:26:48 | 00:17:12 | 00:54:47 |
| 5    | Katie Zaferes          | Stati Uniti | 00:09:08 | 00:26:48 | 00:17:05 | 00:54:50 |
| 6    | Maya Kingma            | Paesi Bassi | 00:09:11 | 00:26:38 | 00:17:16 | 00:54:53 |
| 7    | Jessica Learmonth      | Regno Unito | 00:09:01 | 00:26:50 | 00:17:47 | 00:55:18 |
| 8    | Rachel Klamer          | Paesi Bassi | 00:09:15 | 00:26:37 | 00:17:53 | 00:55:26 |
| 9    | Lotte Miller           | Norvegia    | 00:09:08 | 00:26:41 | 00:17:52 | 00:55:29 |
| 10   | Therese Feuersinger    | Austria     | 00:09:03 | 00:26:49 | 00:17:59 | 00:55:32 |
| 11   | Cassandre Beaugrand    | Francia     | 00:09:02 | 00:27:38 | 00:17:12 | 00:55:35 |
| 12   | Leonie Periault        | Francia     | 00:09:17 | 00:27:21 | 00:17:12 | 00:55:37 |
| 13   | Natalie Van Coevorden  | Australia   | 00:09:08 | 00:26:43 | 00:18:03 | 00:55:43 |
| 14   | Erika Ackerlund        | Stati Uniti | 00:09:15 | 00:27:26 | 00:17:26 | 00:55:48 |
| 15   | Vittoria Lopes         | Brasile     | 00:09:06 | 00:26:44 | 00:18:16 | 00:55:53 |
| 16   | Lisa Tertsch           | Germania    | 00:09:44 | 00:27:56 | 00:16:37 | 00:55:56 |
| 17   | Summer Rappaport       | Stati Uniti | 00:09:06 | 00:28:39 | 00:16:28 | 00:56:01 |
| 18   | Zsanett Bragmayer      | Ungheria    | 00:09:11 | 00:27:25 | 00:17:47 | 00:56:05 |
| 19   | Jolanda Annen          | Svizzera    | 00:09:36 | 00:28:03 | 00:16:47 | 00:56:08 |
| 20   | Valerie Barthelemy     | Belgio      | 00:09:34 | 00:27:56 | 00:16:55 | 00:56:11 |
| 21   | Beth Potter            | Regno Unito | 00:09:43 | 00:27:55 | 00:16:53 | 00:56:13 |
| 22   | Marlene Gomez-Islinger | Germania    | 00:09:30 | 00:28:00 | 00:16:54 | 00:56:15 |
| 23   | Emilie Morier          | Francia     | 00:09:10 | 00:28:24 | 00:17:00 | 00:56:17 |
| 24   | Verena Steinhauser     | Italia      | 00:09:36 | 00:27:55 | 00:16:56 | 00:56:17 |
| 25   | Alexandra Razarenova   | Russia      | 00:09:46 | 00:27:56 | 00:16:57 | 00:56:19 |
| 26   | Sophie Watts           | Stati Uniti | 00:09:43 | 00:27:59 | 00:16:54 | 00:56:21 |
| 27   | Ai Ueda                | Giappone    | 00:09:32 | 00:28:08 | 00:16:56 | 00:56:24 |
| 28   | Julia Hauser           | Austria     | 00:09:45 | 00:27:51 | 00:17:02 | 00:56:28 |
| 29   | Vendula Frintova       | Rep. Ceca   | 00:09:33 | 00:28:00 | 00:17:15 | 00:56:30 |
| 30   | Alberte Kjær Pedersen  | Danimarca   | 00:09:41 | 00:28:11 | 00:17:00 | 00:56:32 |
| 31   | Vicky Holland          | Regno Unito | 00:09:09 | 00:28:29 | 00:17:17 | 00:56:38 |
| 32   | Lena Meißner           | Germania    | 00:09:14 | 00:27:25 | 00:18:16 | 00:56:39 |
| 33   | Claire Michel          | Belgio      | 00:09:28 | 00:28:04 | 00:17:20 | 00:56:45 |
| 34   | Tereza Zimovjanova     | Rep. Ceca   | 00:09:20 | 00:28:10 | 00:17:27 | 00:56:47 |
| 35   | Romana Gajdošová       | Slovacchia  | 00:09:31 | 00:28:04 | 00:17:40 | 00:56:57 |
| 36   | Anna Godoy Contreras   | Spagna      | 00:09:11 | 00:28:26 | 00:17:35 | 00:57:01 |
| 37   | Sif Bendix Madsen      | Danimarca   | 00:09:29 | 00:28:09 | 00:17:38 | 00:57:02 |
| 38   | Djenyfer Arnold        | Brasile     | 00:09:16 | 00:28:13 | 00:17:42 | 00:57:07 |
| 39   | Yuliya Yelistratova    | Ucraina     | 00:09:46 | 00:28:38 | 00:17:08 | 00:57:21 |
| 40   | Miriam Casillas García | Spagna      | 00:09:30 | 00:28:07 | 00:17:58 | 00:57:21 |
| 41   | Alissa Konig           | Svizzera    | 00:09:45 | 00:27:55 | 00:18:01 | 00:57:23 |
| 42   | Melanie Santos         | Portogallo  | 00:09:38 | 00:27:59 | 00:17:57 | 00:57:26 |
| 43   | Sara Perez Sala        | Spagna      | 00:09:26 | 00:28:10 | 00:17:58 | 00:57:28 |
| 44   | Luisa Baptista         | Brasile     | 00:09:40 | 00:28:47 | 00:17:25 | 00:57:31 |
| 45   | Elena Danilova         | Russia      | 00:09:44 | 00:28:38 | 00:17:22 | 00:57:37 |
| 46   | Carolina Routier       | Spagna      | 00:09:17 | 00:28:20 | 00:18:13 | 00:57:37 |
| 47   | Rani Skrabanja         | Paesi Bassi | 00:09:40 | 00:27:50 | 00:18:20 | 00:57:39 |
| 48   | Carolyn Hayes          | Irlanda     | 00:09:29 | 00:28:56 | 00:17:31 | 00:57:39 |
| 49   | Edda Hannesdottir      | Islanda     | 00:09:15 | 00:28:10 | 00:18:28 | 00:57:44 |
| 50   | Anja Knapp             | Germania    | 00:09:33 | 00:28:04 | 00:18:32 | 00:57:51 |
| 51   | Anastasia Gorbunova    | Russia      | 00:09:36 | 00:28:06 | 00:18:29 | 00:57:55 |
| 52   | Gabriela Ribeiro       | Portogallo  | 00:09:39 | 00:28:54 | 00:17:48 | 00:58:00 |
| 53   | Gillian Sanders        | Sudafrica   | 00:09:46 | 00:28:36 | 00:17:53 | 00:58:02 |
| 54   | Caroline Pohle         | Germania    | 00:09:40 | 00:28:39 | 00:18:15 | 00:58:23 |
| 55   | Renee Tomlin           | Stati Uniti | 00:09:52 | 00:28:30 | 00:18:18 | 00:58:26 |
| 56   | Xisca Tous             | Spagna      | 00:09:45 | 00:28:40 | 00:18:18 | 00:58:29 |
| 57   | Stine Dale             | Norvegia    | 00:09:48 | 00:27:56 | 00:19:21 | 00:58:51 |
| 58   | Hanne De Vet           | Belgio      | 00:09:44 | 00:28:35 | 00:19:16 | 00:59:26 |
| 59   | Julia Sanecka          | Polonia     | 00:09:53 | 00:28:39 | 00:19:44 | 01:00:00 |
| 60   | Maeve Gallagher        | Irlanda     | 00:09:55 | 00:31:03 | 00:19:41 | 01:02:29 |

### Staffetta mista
Il Campionato Mondiale di Staffetta Mista di triathlon del 2020 si è tenuto ad Amburgo, in Germania, in data 6 settembre 2020 .
| Pos. | Atleta                                                                                     | Paese       | 1 frazione | 2 frazione | 3 frazione | 4 frazione | Totale   |
| ---- | ------------------------------------------------------------------------------------------ | ----------- | ---------- | ---------- | ---------- | ---------- | -------- |
|      | Leonie Periault Léo Bergere Cassandre Beaugrand Dorian Coninx                              | Francia     | 00:20:21   | 00:18:46   | 00:20:26   | 00:18:53   | 01:18:25 |
|      | Taylor Spivey Kevin McDowell Katie Zaferes Morgan Pearson                                  | Stati Uniti | 00:20:20   | 00:18:55   | 00:20:18   | 00:19:02   | 01:18:33 |
|      | Georgia Taylor-Brown Barclay Izzard Jessica Learmonth Alex Yee                             | Regno Unito | 00:20:07   | 00:19:10   | 00:20:17   | 00:19:27   | 01:18:59 |
| 4    | Lotte Miller Kristian Blummenfelt Stine Dale Gustav Iden                                   | Norvegia    | 00:20:21   | 00:18:33   | 00:21:49   | 00:18:56   | 01:19:38 |
| 5    | Valerie Barthelemy Jelle Geens Claire Michel Erwin Vanderplancke                           | Belgio      | 00:20:20   | 00:18:47   | 00:21:15   | 00:19:23   | 01:19:44 |
| 6    | Alberte Kjær Pedersen Emil Holm Sif Bendix Madsen Andreas Schilling                        | Danimarca   | 00:20:20   | 00:19:01   | 00:21:07   | 00:19:20   | 01:19:47 |
| 7    | Alissa Konig Adrien Briffod Jolanda Annen Max Studer                                       | Svizzera    | 00:20:44   | 00:19:16   | 00:21:05   | 00:18:57   | 01:20:01 |
| 8    | Lisa Tertsch Jonas Schomburg Laura Lindemann Lasse Lührs                                   | Germania    | 00:20:52   | 00:19:09   | 00:20:55   | 00:19:14   | 01:20:08 |
| 9    | Therese Feuersinger Alois Knabl Julia Hauser Lukas Hollaus                                 | Austria     | 00:20:34   | 00:19:05   | 00:21:19   | 00:19:20   | 01:20:17 |
| 10   | Beatrice Mallozzi Delian Stateff Verena Steinhauser Alessandro Fabian                      | Italia      | 00:20:50   | 00:19:31   | 00:20:45   | 00:19:16   | 01:20:20 |
| 11   | Maya Kingma Marco Van Der Stel Rachel Klamer Jorik Van Egdom                               | Paesi Bassi | 00:20:31   | 00:19:30   | 00:20:55   | 00:19:27   | 01:20:23 |
| 12   | Zsanett Bragmayer Bence Bicsák Zsófia Kovács Gábor Faldum                                  | Ungheria    | 00:20:45   | 00:19:06   | 00:21:27   | 00:19:17   | 01:20:33 |
| 13   | Luisa Baptista Miguel Hidalgo Vittoria Lopes Manoel Messias                                | Brasile     | 00:20:28   | 00:20:01   | 00:20:52   | 00:19:27   | 01:20:45 |
| 14   | Anna Godoy Contreras Antonio Serrat Seoane Miriam Casillas García Roberto Sanchez Mantecon | Spagna      | 00:20:52   | 00:19:00   | 00:21:14   | 00:19:51   | 01:20:54 |
| 15   | Valentina Riasova Dmitry Polyanskiy Anastasia Gorbunova Grigory Antipov                    | Russia      | 00:21:04   | 00:19:17   | 00:21:11   | 00:19:40   | 01:21:10 |
| 16   | Tereza Zimovjanova Frantisek Linduska Alzbeta Hruskova Jan Volar                           | Rep. Ceca   | 00:20:24   | 00:19:49   | 00:22:40   | 00:19:51   | 01:22:43 |